# فینال جام اتحادیه فوتبال انگلستان ۲۰۰۰
فینال جام اتحادیه فوتبال انگلستان ۲۰۰۰، رقابت پایانی جام اتحادیه فوتبال انگلستان در سال ۲۰۰۰ میلادی است که مابین دو تیم باشگاه فوتبال لستر سیتی و باشگاه فوتبال ترانمره راورز در ورزشگاه ومبلی لندن برگزار شده‌است.
این مسابقه که در تاریخ ۲۷ فوریه ۲۰۰۰ انجام شده‌است با نتیجه ۲ بر ۱ به سود تیم باشگاه فوتبال لستر سیتی به پایان رسید.